# Ромуальдас Ражукас
Ромуальдас Ражукас (латис. Romualds Ražuks нар. 19 листопада 1955) — латвійський лікар і політик, народився в Литві. Був другим головою Народного фронту Латвії, потім членом парламенту Сейму Латвійської Республіки та мером Юрмали. У 2014–2018 роках був депутатом 12-го Сейму від політичної партії «Єдність».

## Раннє життя
Ражукс народився у Вільнюсі, Литва. Навчався на медичному факультеті Вільнюського університету. У 1985 році захистив кандидатську дисертацію з медицини в Москві. У 1986 році переїхав до Латвії, де почав працювати в Ризькому медичному інституті. У 1987 році він брав участь у створенні Товариства литовської культури в Латвії, а через рік став членом Народного фронту Латвії (НФЛ).

## Кар’єра
У жовтні 1989 року  Ражукас був обраний до ради ПФЛ, яка згодом обрала його до свого правління. На третьому з’їзді ПФЛ Ромуалдс Ражукс був обраний головою ПФЛ, замінивши Дайніса Іванса в 1990 році. Він зберігав цю посаду до 1993 року, коли став заступником голови ПФЛ.
У 1995 році за особливі заслуги рішенням Сейму Ражукс отримав латвійське громадянство.
У 1997 році Ражукас приєднався до партії «Латвійський шлях», а 3 березня 1997 року був обраний до Ризької міської ради, де став лідером фракції та пропрацював півтора року. У 1998 році був обраний до парламенту (7-й Сейм) від тієї ж партії. У 2001 році він був обраний віце-головою Сейму замість Гундарса Боярса. Після закінчення повноважень у Сеймі Ражукас працював у Міністерстві оборони Латвійської Республіки та представником НАТО в регіоні Південного Кавказу. Балотувався до 8-го Сейму в 2002 році, але невдало, і до Європейського парламенту в 2004 році.
У квітні 2008 року Ражукас брав участь в установчому з'їзді Громадянської спілки. На муніципальних виборах 2009 року був обраний до міської ради Юрмали від тієї ж партії, спочатку будучи частиною опозиції. 20 травня 2010 року Ражукас був обраний головою міської ради замість Раймонда Мункевічса. Проте вже 9 вересня 2010 року його змінив Гатіс Труксніс. У липні 2011 року оголосив про вихід із Громадянського союзу та намір приєднатися до Партії реформ. Ражукас був обраний зі свого списку до 11-го Сейму під час позачергових виборів. У травні 2014 року Ражукас став членом Єдності і того ж року був обраний до 12-го Сейму.
Ражукас нагороджений орденом Трьох зірок 4-го ступеня, пам’ятною медаллю учасникам барикад 1991 року, а також орденом Великого князя Литовського Гедиміна 5-го ступеня.